# Berndt Hasselrot (militär)
Berndt Stigson Hasselrot,  född 19 augusti 1924 i Göta livgardes församling, Stockholm, död 26 juli 2012 i Strängnäs, var en svensk militär och motorcykelförare. 
Hasselrot, som var son till överstelöjtnant Stig Hasselrot, blev löjtnant vid Södermanlands pansarregemente i Strängnäs 1948, kapten 1959 och major 1972. Han var efter krigsslutet (på Monark och Harley-Davidson) framgångsrik i juniorklassen i tillförlitlighetstävlingar och blev bland annat trea i Novemberkåsan 1946 samt tvåa i Arostävlingen 1947. Han var sedan 1947 sekreterare i Södermanlands Automobil- och Motorsällskap. Hasselrot är gravsatt i Gustav Vasa kyrkas kolumbarium vid Odenplan i Stockholm.